# Clubiona zacharovi
Clubiona zacharovi là một loài nhện trong họ Clubionidae.
Loài này thuộc chi Clubiona. Clubiona zacharovi được miêu tả năm 1991 bởi Mikhailov.